# Jean Améry
Hans Mayer, mera känd under sin pseudonym Jean Améry, född 31 oktober 1912 i Wien, död 17 oktober 1978 i Salzburg, var en österrikisk författare.
Efter litterära och filosofiska studier i Wien blev Mayer journalist. Han flydde i samband med Anschluss 1938 till Belgien där han blev medlem av motståndsrörelsen. Mayer var internerad i Fort Breendonk och Auschwitz från 1943 till 1945. Han skrev främst självbiografiskt förankrade essäer om mänskliga gränssituationer som Die Tortur ("Tortyren" 1965) och Hand an sich legen ("Lägga hand på sig själv" 1976) men behandlade även litteraturvetenskapliga frågor, såsom i Charles Bovary, Landartz: Porträt eines einfachen Mannes ("Charles Bovary, läkare på landet: Porträtt av en enkel man" 1978). Mayer blev populär genom sin stilistiska förmåga och genom sina rakryggade moraliska ställningstaganden. Améry begick självmord 1978.